# NGC 1504
NGC 1504 is een elliptisch sterrenstelsel in het sterrenbeeld Eridanus. Het hemelobject werd in 1886 ontdekt door de Amerikaanse astronoom Ormond Stone.

## Synoniemen
- PGC 14336
- MCG -2-11-8
- NPM1G -09.0180